# 郭孝恪
郭 孝恪（かく こうかく、? - 648年）は、中国の唐の軍人。本貫は許州陽翟県。

## 経歴
財産家の家に生まれたが、若いころは素行が悪く、無頼をきわめた。隋末の乱が起こると、郷里の数百人を率いて李密についた。李密は喜んで、「汝・潁に奇士が多いと世にいうが、間違いではない」と言った。李勣とともに黎陽を守らせた。李密が敗れると、李勣は孝恪を唐の朝廷に派遣し、孝恪は陽翟郡公に封ぜられ、宋州刺史に任じられた。詔により李勣とともに武牢以東の経略にあたり、唐の州県を定めた。
竇建徳が王世充の救援に現れると、孝恪は秦王李世民に面会し、両面作戦の実行を勧めた。竇建徳と王世充が平定されると、洛陽宮で大宴会が開かれ、李世民は「孝恪の策が賊を捕らえたので、功績は諸君らの右にある」と、諸将に語った。孝恪は上柱国となり、貝州刺史・趙州刺史・江州刺史・涇州刺史を歴任して、能力を示した。左驍衛将軍に転じ、金紫光禄大夫の位を加えられた。
642年、涼州都督に任ぜられ、安西都護・西州刺史に転じた。高昌の旧都の地を治め、罪人と鎮兵が雑居して統治の難しい地であったが、孝恪は誠実な内政をおこなって民心をえた。焉耆が唐に叛いて欲谷設可汗に従わんとしたので、孝恪は西州道行軍総管に任ぜられ、歩騎3000を率いて銀山道に出て夜襲を仕掛け、焉耆王龍突騎支を捕らえた。
崑丘道副大総管に任ぜられて、亀茲を討ち、その国都を落とした。自らは亀茲の国都に残り、軍を分遣して亀茲の大臣の那利を追わせた。亀茲の残党が平定されないうちに、孝恪は陣営の外に出て油断していたところ、那利に襲撃され、また城内の亀茲人も呼応して混戦となった。孝恪は奮戦したが流れ矢に当たって死去し、子の郭待詔もまた戦没した。太宗は郭孝恪の敗戦にいたった経緯を知って、その官位を剥奪した。高宗が即位すると、生前にさかのぼって官爵を返還され、待詔・游撃将軍の位を追贈された。
次男の郭待封は、高宗のときに左豹韜衛将軍に上った。咸亨初年、薛仁貴の下で副将として吐蕃と戦い、大非川で敗れて、死一等を減じられて民に落とされた。
末子の郭待聘は、長安年間に宋州刺史となった。

## 伝記資料
- 『旧唐書』巻八十三 列伝第三十三「郭孝恪伝」
- 『新唐書』巻一百一十一 列伝第三十六「郭孝恪伝」